# Olympische Winterspiele 1956/Teilnehmer (Iran)
| Gelbes Symbol für Goldmedaillen mit stilisierten Olympischen Ringen | Graues Symbol für Silbermedaillen mit stilisierten Olympischen Ringen | Braundes Symbol für Bronzemedaillen mit stilisierten Olympischen Ringen |
| ------------------------------------------------------------------- | --------------------------------------------------------------------- | ----------------------------------------------------------------------- |
| —                                                                   | —                                                                     | —                                                                       |

Der Iran nahm an den VII. Olympischen Winterspielen 1956 in der italienischen Gemeinde Cortina d’Ampezzo mit einer Delegation von drei Athleten teil, allesamt Männer. Alle gingen im Ski Alpin an den Start. Für den Iran war es die erste Teilnahme an Olympischen Winterspielen.

## Teilnehmer nach Sportarten

### Ski Alpin
Männer
- Benik Amirian
Abfahrt: 44. Platz (5:02,7 min)
Riesenslalom: disqualifiziert
Slalom: disqualifiziert

- Reza Bazargan
Abfahrt: disqualifiziert
Riesenslalom: 75. Platz (4:15,0 min)
Slalom: disqualifiziert

- Mahmoud Beiglou
Abfahrt: 39. Platz (4:22,0 min)
Riesenslalom: 82. Platz (4:43,9 min)
Slalom: 55. Platz (5:51,3 min)